# فريد ويليامسون
فريد ويليامسون (بالإنجليزية: Fred Williamson)‏ (و. 1938  م) هو ممثل، ومخرج أفلام، وممثل أفلام، ولاعب كرة قدم أمريكية أمريكي، ولد في غاري , إنديانا، مركز لعبه هو ظهير دفاعي ‏.

## التعليم
تعلم في جامعة نورث وسترن.

## وصلات خارجية
- فريد ويليامسون على موقع مرجع كرة القدم المحترفة.كوم (الإنجليزية)

- فريد ويليامسون على موقع IMDb (الإنجليزية)
- فريد ويليامسون على موقع الموسوعة البريطانية (الإنجليزية)
- فريد ويليامسون على موقع ألو سيني (الفرنسية)
- فريد ويليامسون على موقع ميوزك برينز (الإنجليزية)
- فريد ويليامسون على موقع أول موفي (الإنجليزية)
- فريد ويليامسون على موقع قاعدة بيانات الأفلام السويدية (السويدية)
- فريد ويليامسون على موقع إن إن دي بي (الإنجليزية)
- فريد ويليامسون على موقع قاعدة بيانات الفيلم (الإنجليزية)
- فريد ويليامسون على موقع كينوبويسك (الروسية)